# 夏侯孜
夏侯 孜（かこう し、生没年不詳）は、唐代の官僚・政治家。字は好学。本貫は亳州譙県。

## 経歴
庫部郎中の夏侯審（夏侯封の子）の子として生まれた。宝暦2年（826年）、進士に及第した。はじめ節度使の幕府に仕え、婺州刺史・絳州刺史を歴任した。入朝して諫議大夫となり、給事中に転じた。大中10年（856年）、刑部侍郎となった。大中11年（857年）、御史中丞を兼ね、尚書右丞・上柱国に転じ、紫金魚袋を賜った。朝議大夫に転じ、戸部侍郎・判戸部司事をつとめた。大中12年（858年）2月、兵部侍郎を加えられ、諸道塩鉄転運等使をつとめた。5月、本官のまま同中書門下平章事（宰相）となった。10月、工部尚書となった。大中13年（859年）8月、中書侍郎となり、刑部尚書を兼ねた。大中14年（860年）9月、門下侍郎となり、兵部尚書を兼ねた。10月、検校尚書右僕射・剣南西川節度使として出向した。南詔の侵入があったが、夏侯孜は軍糧の備えをしなかったため、南詔に巂州を攻め落とされて、剣南は混乱に陥った。咸通3年（862年）、検校尚書左僕射となり、門下侍郎を兼ね、譙郡侯に封じられた。路巌や楊収とともに輔政にあたった。咸通5年（864年）、司空となり、貞陵山陵使をつとめた。検校尚書右僕射・河中節度使として出向した。
咸通9年（868年）、夏侯孜はかつての剣南統治の無策を懿宗に譴責された。太子少保とされ、分司東都をつとめた。ほどなく死去した。

## 子女
- 夏侯潭（礼部侍郎）
- 夏侯沢[12]

## 伝記資料
- 『旧唐書』巻177 列伝第127
- 『新唐書』巻182 列伝第107